# Lasse Schöne
Lasse Schöne (Glostrup, 27 de maio de 1986) é um futebolista dinamarquês que atua como meia.
Começou sua carreira na Holanda, jogando por 4 clubes, sendo 7 temporadas com a camisa do Ajax. Ele trocou o Ajax pelo Gênova em agosto de 2019, mas voltou a Amsterdam um ano e meio depois, após o seu contrato ter sido rescindido. Treinou durante uns meses com o Ajax. No dia 11 de fevereiro de 2021, Schöne voltou ao seu antigo clube, o SC Heerenveen. 
Ele assinou um contrato para o resto da temporada 2020/2021. Está na seleção dinamarquesa desde 2009. Um meia armador, que dá ritmo ao jogo da equipe. Chegou a ser comparado ao meia atacante brasileiro Rafael Sóbis pela semelhança física.
No inicio de 2002, assinou com o NEC.

## Títulos
De Graafschap
- Eerste Divisie: 2006–07

Ajax
- Eredivisie: 2012–13, 2013–14, 2018–19
- Supercopa dos Países Baixos: 2013, 2019
- Copa Eusébio: 2014
- Copa dos Países Baixos: 2018–19

### Prêmios individuais
- Equipe ideal da Eredivisie: 2013–14, 2017–18, 2018–19